# Anne Jacobs
Anne Jacobs es una escritora alemana, conocida por sus novelas históricas y familiares. Ha publicado algunas novelas con gran éxito de ventas, entre ellas Das Gutshaus (La villa de las telas) ambientada en los primeros años del siglo XX.

## Biografía
Nació en la Baja Sajonia, vivió en Hannover durante 15 años y posteriormente se trasladó con su familia a Idstein. Inicialmente, estudió música, ruso y francés y se dedicó durante un tiempo a la docencia como profesora de educación secundaria. Más tarde emprendió una carrera literaria como novelista.

## Obras
Ha publicado alrededor de veinte novelas, algunas de ellas con pseudónimo. Sus obras más conocidas son:
- Serie Die Tuchvilla (La villa de las telas):

| Título original | Título en español                    | Fecha de publicación |
| --- | ------------------------------------ | -------------------- |
| Die Tuchvilla | La villa de las telas                | 2014                 |
| Narra la historia de una familia alemana perteneciente a la burguesía y propietaria de una fábrica textil. La acción se desarrolla a principios del siglo XX.                                       |                                      |                      |
| Die Töchter der Tuchvilla | Las hijas de la villa de las telas   | 2015                 |
| La mansión de la familia Melzer se convierte en un hospital militar mientras Marie, la esposa de Paul Melzer, se encarga de la fábrica en su ausencia. Marie lucha por mantener el legado familiar. |                                      |                      |
| Das Erbe der Tuchvilla | El legado de la villa de las telas   | 2019                 |
| Paul Melzer regresa del frente y busca restaurar el esplendor de la fábrica familiar mientras su hermana Elizabeth vuelve con un nuevo amor.                                                        |                                      |                      |
| Rückkehr in die Tuchvilla | Regreso a la villa de las telas      | 2021                 |
| Marie y Paul Melzer disfrutan de una vida familiar feliz con sus hijos. Sin embargo, la crisis económica y las tensiones políticas en Alemania amenazan su negocio familiar.                        |                                      |                      |
| Sturm über der Tuchvilla | Tormenta en la villa de las telas    | 2022                 |
| La familia Melzer enfrenta dificultades cuando el atelier de Marie es amenazado por rumores sobre su ascendencia judía. Paul lidia con problemas financieros en la fábrica.                         |                                      |                      |
| Wiedersehen in der Tuchvilla | Reencuentro en la villa de las telas | 2023                 |
| En 1939, la familia Melzer enfrenta la inminente Segunda Guerra Mundial mientras la fábrica de telas está al borde de la bancarrota. Paul debe tomar decisiones difíciles sin Marie.                |                                      |                      |

- Trilogía La mansión:
  - Tiempos gloriosos (2020)
  - Tiempos de tormenta (2020)
  - Tiempos de resurgir (2021)

### Con seudónimo
- Insel der tausend Sterne, como Leah Bach, 2014.
- Die Braut des Kreuzfahrers, como Hilke Müller, 2013.
- Gesang der Dämmerung, como Megan MacFadden, 2013.
- Die Liebe des Kosaken (El amor del cosaco), como Catherine du Parc, 2009.
- Kosakensklavin, como Patricia Amber, 2007.
- Hexen, Heuchler, Herzensbrecher, firmado como Nora Brahms, 1999.
- Cafe Engel firmado como Marie Lamballe